# Ambrosiaanse Republiek
De Ambrosiaanse Republiek was de periode van 1447 tot 1450, waarin de Italiaanse stadstaat Milaan een republiek was. In 1447 was Filippo Maria Visconti, de laatste hertog van Milaan, kinderloos gestorven. Hierop grepen de republikeinen de macht, die sinds het begin van de 14e eeuw het niet meer voor het zeggen hadden gehad, toen Matteo I Visconti zich tot heer van Milaan liet uitroepen. De Republiek was echter een kort leven beschoren: in 1450 pleegde Francesco Sforza, de condottiere van de laatste Visconti, een staatsgreep en trok de heerschappij naar zich toe.